# Proechimys poliopus
Proechimys poliopus es una especie de roedor de la familia Echimyidae.

## Distribución geográfica
Se encuentra en Colombia y Venezuela.